# سكن السيدات
أنشىء سكن الطلاب في عام 1915، وكانت أول مركز رسمي مخصص لتعزيز التعليم الجامعي للنساء في إسبانيا، وذلك في إطار مؤسسة التعليم الحر. وكانت أول مديرة لها حتى عام 1936 هي المربية ماريا دي مايثتو.